# Henrik Köpke
Henrik Köpke, död 1679 eller 1680 i Stockholm, var en svensk konstnär. 
Köpke är påvisbar i svenska noteringar från 1664 och var en av de många konstnärer som fram till reduktionen var knuten till rikskanslern Magnus Gabriel De la Gardies slottsbyggnadsföretag och inredningsprojekt. Några arbeten som med säkerhet kan tillskrivas Köpke finns inte utan man har tvingats bedöma hans arbete efter räkenskaps- och inventarieuppgifter som är bevarade. Av dessa framgår det att han huvudsakligen har arbetat som kopist av porträtt. Det antas att han har utfört de åtta målningarna med motiv ur Disa-sagan som ännu finns kvar på Venngarns slott och som sannolikt är kopior efter original av Ehrenstrahl. Om denna hypotes är riktig kan Köpke även betraktas som mästaren bakom en till stilen besläktad altartavla i Kungs-Husby kyrka.  